# Едвард Осубка-Моравський
Едвард Болеслав Осубка-Моравський (пол. Edward Bolesław Osóbka-Morawski; 5 жовтня 1909 — 9 січня 1997) — польський політик і державний діяч. Член Польської соціалістичної партії в 1928—1948 роках.

## Біографія
Народився в багатодітній робітничій сім'ї, рано втратив батька (1914). З 1925 р — на муніципальній службі. У 1936 році переїхав до Варшави, де став членом правління Варшавського відділення кооперативних спілок і увійшов до складу ще кількох аналогічних організацій. З 1928 року — член Польської соціалістичної партії (PPS), вивчав право у Вільному польському університеті, але не зміг завершити навчання. У травні 1941 року вступив в організацію «Барикада Свободи» і після арешту її лідерів нацистами разом зі Станіславом Худобою встав на її чолі. Після перейменування на другому з'їзді в квітні 1943 року партії польських соціалістів в Робочу партію польських соціалістів став членом її Центрального Комітету. 31 грудня 1943 року взяв участь в установчому засіданні Національної ради, ставши її віце-президентом. Вже 16 березня 1944 року в складі делегації приїхав у Москву, щоб установити контакти з польськими комуністами, що проживали в СРСР. Делегація Національної ради була прийнята І. В. Сталіним.
27 липня 1944 року у Москві Молотовим і Моравським (як делегатом, віце-головою Крайової ради народової) був підписаний польсько-радянський договір про кордон, яким стала лінія Керзона. Раніше І. В. Сталін визнав Польський комітет національного визволення, теж заснований у Москві, тимчасовим урядом Польщі.
З 1944 по 1945 рік був керівником Відділу закордонних справ ПКНВ. З січня 1945 року — прем'єр-міністр і міністр закордонних справ Тимчасового уряду Польської Республіки.
З червня 1945 по лютий 1947 року був головою Ради Міністрів (Тимчасового уряду національної єдності) Польської Республіки. У 1947—1949 роках — міністр громадської адміністрації. У 1944—1947 роках — депутат Крайової ради народової, в 1947—1952 — депутат сейму ПНР. Член ПОРП в 1948—1949 роках, з 1949 виключений з ПОРП, в 1956 році був відновлений в партії.
У 1990 році зробив спробу відтворити Польську партію соціалістів, однак ця спроба зазнала невдачі.